# Langa Mudongo
Langa Mudongo (* 2. Mai 1955) ist ein ehemaliger botswanischer Mittelstreckenläufer, der sich auf die Distanz 800 m spezialisiert hatte.
Mudongo schied bei den Olympischen Sommerspielen 1980 in Moskau im Wettkampf über 800 m im Vorlauf aus.